# Soto y Amío
Soto y Amío est une commune d'Espagne dans la province de León, communauté autonome de Castille-et-León. Elle s'étend sur 69,19 km2 et comptait environ 853 habitants en 2015.